# Петя по дорозі в Царство Небесне
«Петя по дорозі в Царство Небесне» - художній фільм режисера Миколи Досталя, знятий за однойменною повістю Михайла Кураєва «Петя по дорозі до народної любові».

## Зміст
Дія відбувається в 1953 році в глухій провінції. Місцевий хлопчина Петя має проблеми з психікою і уявляє себе міліціонером. Він стежить за рухом, а всі місцеві жителі йому підіграють. Незважаючи на хворобу, Петя вірить в закон і в те, що він поставлений стежити за його виконанням. Тому без вагань кидається в погоню за справжнім збіглим ув'язненим.

## Ролі
| Актор                          | Роль                              |
| ------------------------------ | --------------------------------- |
| Єгор Павлов                    | Петя                              |
| Олександр Коршунов             | Коновалов                         |
| Роман Мадянов                  | полковник Богуславський           |
| Світлана Тимофєєва-Летуновська | дружина полковника Богуславського |
| Євген Редько                   | хірург Іоффе                      |
| Світлана Улибіна               | мати Петі                         |
| Микола Мачульський             | капітан Яркин                     |
| Марія Звонарьова               | Дуся                              |
| Володимир Капустін             | старшина міліції                  |
| Юрій Пономаренко               | капітан Топольник                 |

### В епізодах
- Юрій Павлов
- Сергій Глазунов
- Євген Потапенко
- Анна Рудь
- Тагір Рахімов
- Володимир Любовський
- Артем Кобзєв
- Захар Ронжин
- Костянтин Биков - водій
- Сергій Харламов - школяр
- Роман Артем'єв
- Світлана Безган
- Олексій Вертков - Конвоїр
- Олена Вєтрова
- І. Ірзак
- Сергій Кагаку
- Георгій Тополага
- Володимир Устюгов
- Віктор Бабич
- Н. Бернс
- С. Гронський
- Анатолій Гущин
- А. Дерябін
- В. Єфімов
- С. Іванов
- М. Макушев
- Азамат Нігманов
- А. Орлов
- Юрій Орлов
- Т. Савченкова
- Олена Смоліна
- К. Степанов
- Микита Тезін
- Д. Шебанов
- Євген Яковлєв
- Альона Борисова
- Микола Клещев
- Гліб Степанов
- Лев Насібуллін
- Владик Почерняєв
- Саша Дмитрієв
- С. Уржумов

## Знімальна група
- Режисер — Микола Досталь
- Сценарист — Михайло Кураєв
- Продюсер — Федір Попов
- Композитор — Олексій Шелигін